# آيت ولال (إكنيون)
آيت ولال هي إحدى مشيخات المملكة المغربية، تتبع جغرافيا لإقليم تنغير وإداريًا لإكنيون. يقدر عدد سكانها بـ 5479 نسمة حسب الإحصاء الرسمي للسكان والسكنى لسنة 2004.